# Monetazione di Sybaris
La monetazione di Sybaris, città greca situata nell'antica Lucania e che ora costituisce un sito archeologico nell'area del comune di Cassano all'Ionio (provincia di Cosenza, in Calabria), riguarda un periodo tra l'VIII e il V secolo a.C.
A Sybaris erano coniati stateri d'argento dal peso di circa 8,00 g; il piede monetario usato si basava sullo standard acheo, in cui lo statere era diviso in tre dracme. Furono coniate anche frazioni minori, come dracme, tetroboli, trioboli e oboli.

## Contesto storico
La città fu fondata alla fine dell'VIII secolo da un gruppo di Achei provenienti dal Peloponneso. Fu una delle città più ricche della Magna Grecia fino alla sua distruzione da parte di Crotone nel 510 a.C., che, conquistata la città, deviarono il fiume e la sommersero. A questo periodo risale la prima coniazione sibarita, compresa nella cosiddetta monetazione incusa.
Nel 453 fu ricostruita con l'aiuto degli abitanti di Poseidonia (Paestum), centro che era stato fondato da un gruppo di abitanti della stessa Sybaris. Fu nuovamente distrutta da Crotone dopo cinque anni.
In seguito, nel 444-443 a.C. ci fu una nuova fondazione, panellenica. Poco dopo la città cambiò il proprio nome e prese quello di Thurii.

## Cronologia delle emissioni
Sybaris coniò monete da ca. il 550 a.C. fino a circa il 400 a.C.; ci sono diversi problemi nella cronologia e nella datazione delle emissioni dato che la città fu distrutta o abbandonata più volte e ricostruita in seguito.
- Una data sicura è la prima distruzione di Sybaris da parte di Kroton nel 510 a.C., che termina la prima fase, iniziata verso il 550 a. C.; la fase è denominata Sybaris I[1].
- Un secondo periodo è quello dal 510 ca. al 475 a. C. (Sybaris II)[1]. A questo periodo risale una emissione comune con Crotone, che mostra un tripode,  simbolo di Crotone al dritto e il toro, simbolo di Sibari, al rovescio. Inoltre profughi provenienti dalla Sybaris distrutta iniziarono nella colonia Laos una prima monetazione, coniata secondo il modello sibarita[2][3]; furono battuti stateri, dramme e trioboli. Ma Crotone distrusse Sibari di nuovo nel 475/470 a.C. e così ebbe termine questa seconda fase della coniazione[4].
- Ci fu una rifondazione da parte di Poseidonia, che era a stata a sua volta fondata in precedenza dalla stessa Sibari. Il periodo (Sybaris III) durò pochi anni, ca. dal 453 al 448 a. C., prima che in controllo passasse nuovamente a Kroton.[5] La monete di questa fase mostrano al dritto Poseidone, simbolo dei Poseidoniati, che avevano partecipato alla fondazione e al rovescio, nello statere, era raffigurato il toro, il simbolo abituale di Sybaris. Il triobolo e l'obolo mostrano al dritto sempre Poseidone e al rovescio un uccello[1].
- Come espone Diodoro[6], una iniziativa di Atene portò alla fondazione di Sybaris IV negli anni 446-440 a. C.; questo appello provocò come risultato grande afflusso di persone provenienti da tutto il mondo greco, che presto portò a un conflitto tra gli abitanti originari e i nuovi arrivati, a seguito al quale gli abitanti originari furono cacciati dalla città. Il nome di Sybaris fu cambiato dagli abitanti rimasti in Thurioi. Nella fase denominata Sybaris IV furono coniate dracme, triobolo e triemioboli, che recavano al dritto la testa di Atena e al rovescio il toro con la testa volta indietro[1].
- Gli stateri e i trioboli dell'ultima fase (Sybaris V), emessi da una nuova città fondata dagli abitanti originari espulsi nei pressi del fiume Traeis (l'odierno Trionto), mostrano come tipi il toro, Poseidone o un cavaliere[1].

## Tipi
Le monete di Sibari, una colonia greca fondata nell'Italia meridionale da achei e da abitanti di Trezene, mostrano al dritto e al rovescio la figura di un toro che guarda indietro. Questo è incorniciato da un intreccio e si trova su una linea di esergo, anch'essa modellata. Sotto la linea di esergo o nel campo ci sono di tanto in tanto, in alfabeto greco, le prime lettere della città, ΣY. La scelta di questo tipo non è chiara: il toro potrebbe fare riferimento alla ricchezza della città e alla origine di questa, l'allevamento degli animali; l toro potrebbe anche rappresentare la divinità fluviale del fiume di Sibari, il Krathis. Anche le colonie di Sibari come Poseidonia, Laos, Skidros, Siris e Pyxous, usavano l'immagine del toro sulle loro monete.
Laos, dove si rifugiarono molti abitanti di Sibari dopo la sua distruzione nel 510 a.C.,  sulle sue monete è raffigurato da una divinità fluviale con faccia umana. Questo tipo può essere stato influenzato dal toro di Sibari, dato che entrambi guardano indietro. Siris e Pyxos assumono,  per una emissione comune,  i tipi di Sibari e vi scrivono i nomi delle loro città.
Anche l'emissione congiunta di Sibari e Crotone mostra il tipo del toro. La presenza del toro sul rovescio indica i rapporti di forza tra le due città

## Caratteristiche
Le monete di Sibari formano un importante punto d'indicazione per la coniazione del Mediterraneo occidentale. Possono essere state coniate solo dopo la fondazione della città nel 720 a.C., ma deve essere stato coniato prima della distruzione da parte di Crotone nel 510 a.C. come riportato da Erodoto. Questo fissa un  terminus ante quem  per le prime monete del sud Italia. Le monete sibariti sono state prodotte nella tecnica incuso, tipica per la prima moneta dell'Italia meridionale.
Entrambe le facce della moneta mostrano la stessa immagine di un toro che guarda indietro; il dritto è in rilievo e al rovescio la stessa immagine è in incuso. Con questa tecnica le immagini sono invertite una rispetto all'altra.

## Ritrovamenti
Thompson e al. (IGHC) riportano 31 ritrovamenti di tesori, tutti in Magna Grecia.  I ritrovamenti sono nell'antica Lucania, nell'antica Calabria, l'odierna Puglia meridionale, e dall'area dei Bruttii. Non sono noti tesori provenienti da altre parti. Le date di seppellimento sono stimate tra il 520 a.C. e il 270 a.C. Le monete associate provengono per la maggior parte dalle zecche della Magna Grecia. Poche vengono dalla Sicilia e solo in pochi tesori sono anche presenti monete da altre comunità greche.
| IGCH | Località                          | anno ritrov. | sepol. (a.C.)                | n° pezzi                             | monete Sybaris                     | altre città | coll.est. e note               |
| ---- | --------------------------------- | ------------ | ---------------------------- | ------------------------------------ | ---------------------------------- | --- | ------------------------------ |
| 1872 | Sambiase (presso Nicastro)        | 1960         | c. 520 a.C.                  | 45 AR                                | 43 stateri (con ϒΜ sopra il toro)  | Corinto: 2 stateri e 57,70 g di bare d'argento | http://nomisma.org/id/igch1872 |
| 1873 | Calabria (?)                      | 1864         | c. 510 a.C.                  | 87 AR incusi                         | 22 stateri; 1 dracma               | Metapontum: 35 st., Poseidonia: 1 st., Caulonia: 8 st., Croton: 20 st. | http://nomisma.org/id/igch1873 |
| 1874 | Taranto                           | 1911         | c. 508 a.C.                  | c. 600 AR e altro argento            | 135 stateri incusi                 | Metapontum: 149+; Poseidonia: 5; Ami-: 1; Velia: 96; Croton: 80; Himera: 5; Selinus: 8; Acanthus: 5; Lete: 18; Mende: 2; Potidaea: 3; Therma: 3; Thasos: 11; Peparethos: 1; Corcyra: 14; Chalcis e Boeotia: 1; Atene: 8; Aegina: 15; Corinth: 13; Carthaea: 1; Naxos: 2; Tenos: 2; Thera: 1; Phocaea: 3; Chios: 1; Calymna: 1; Cyrene: 2, altro: 1. | http://nomisma.org/id/igch1874 |
| 1877 | Italia meridionale                | c. 1950      | c. 500 a.C.                  | c. 200 AR incuso                     | 10+ stateri                        | Metapontum: 28+ st., 1+ dr., 1+ diob.; Caulonia: 2+ st., 1+ dr.; Crotone 6+ st. | http://nomisma.org/id/igch1877 |
| 1878 | Italia meridionale                | prima 1900?  | c. 490 a.C.                  | 14 AR incusi                         | 4 stateri (tutti con ϒΜ in esergo) | Metapontum: 6 st.; Caulonia: 1 st.; Crotone: 3 st. | http://nomisma.org/id/igch1878 |
| 1881 | Curinga                           | 1916         | c. 480 a.C.                  | c. 300 AR incusi.                    | 4 stateri                          | Taras: 1 st.; Metapontum: 71 st.; Caulonia: 45 st. Croton: 72 st. | http://nomisma.org/id/igch1881 |
| 1882 | Calabria                          | 1940?        | c. 480 a.C.                  | AR                                   | Sybaris-Laus: 1 statere            | Caulonia: 1 st. | http://nomisma.org/id/igch1882 |
| 1883 | Calabria                          | 1842         | c. 480 a.C.?                 | 1000+ AR (per lo più stateri incusi) | ?                                  | Taras ?; Laus: 2; Sirinus-Pyxus: 2; Caulonia ?; Croton ? | http://nomisma.org/id/igch1883 |
| 1884 | Santo Stefano di Rogliano         | c. 1910      | c. 480-470 a.C.              | c. 300 ? AR incusi                   | 2 stateri                          | Metapontum: 6 st.; Poseidonia: 1 st.; Caulonia: 3 st.; Croton: 6 st. | http://nomisma.org/id/igch1884 |
| 1887 | Calabria                          | 1863         | c. 470 a.C.                  | 175 AR                               | 12 stateri                         | Taras: 15 st.; Laus: 1 st.; Metapontum: 14 st.; Poseidonia: 14 st.; Caulonia: 52 st.; Croton: 66 st.; Serdaei: 1 st. | http://nomisma.org/id/igch1887 |
| 1888 | presso Taranto                    | 1929         | 473 a.C.; "poco dopo il" 470 | 38 AR                                | 5 stateri                          | Taras: 2 st.; Metapontum: 12 st.; Poseidonia: 1 st.; Caulonia: 7 st.; Croton: 10 st.; Gela: 1 tetradr. | http://nomisma.org/id/igch1888 |
| 1889 | Cittanova                         | 1879         | c. 470-460 a.C.              | c. 600? AR                           | numerosi stateri; 1 dracma         | Taras: 1 st.; Ami-: 1 st.; Laus: 4 st.; Metapontum: very numerous st.; Poseidonia: 2 st.; Caulonia: very numerous st.; Croton: numerous st.; Croton/Sybaris: 1 st. | http://nomisma.org/id/igch1889 |
| 1890 | Sava                              | 1856         | 470-460 a.C.                 | AR                                   | molti stateri                      | Taras: molti st.; Metapontum: molti st.; Sirinus-Pyxus: 4 st.; Croton: molti st. (incuse) | http://nomisma.org/id/igch1890 |
| 1891 | Calabria                          | 1833         | c. 460 a.C.                  | 381 AR                               | 13 stateri                         | Taras: 40 st.; Laus: 5 st.; Metapontum: 86 st.; Poseidonia: 24 st.; Sirinus-Pyxus: 1 st.; Caulonia: 49 st.; Croton: 99; Rhegium: 3 tetradr.; Acragas: 1 didr.; Gela: 1 tetradr.; Messana: 23 tetradr.; Syracuse: 36 tetradr. | http://nomisma.org/id/igch1891 |
| 1892 | Paestum                           | 1952         | c. 450 a.C.                  | 43 AR                                | 1 triobolo                         | Poseidonia: 37 st.; 1 dr. (incusi) e 1 st.; 3 diob. a doppio rilievo | http://nomisma.org/id/igch1892 |
| 1894 | Sud Italia                        | 1963 ?       | c. 440 a.C.                  | AR                                   | 1 statere incuso                   | Taras: 2 st.; Metapontum: vari st.; Sybaris-Laus: 1 st.; Thurium: 2 st.; Caulonia: ? st.; Croton: ? st. | http://nomisma.org/id/igch1894 |
| 1895 | Taranto                           | 1951         | c. 440 a.C.                  | 33 AR                                | 2 stateri                          | Taras: 6 st.; Laus: 1 st.; Metapontum: 10 st.; Caulonia: 4 st.; Croton: 10 st. | http://nomisma.org/id/igch1895 |
| 1896 | Metaponto ?                       | 1955         | c. 440-430 a.C.              | c. 750 AR                            | c. 18 oboli                        | Metapontum: c. 3 triemiob., c. 713 oboli; Poseidonia: c. 7 ob.; Rhegium: c. 3 ob. | http://nomisma.org/id/igch1896 |
| 1898 | Crotone                           | 1927         | ca. 430 a.C.                 | 130+ AR                              | 1 stateri                          | Taras: 20 st.; Laus: 1 st.; Metapontum: 12 st.; Poseidonia: 4 st.; Thurium: 4 st.; 2 frazioni; Velia: 1 st.; 2 fr.; Caulonia: 22 st.; 1 fr.; Croton: 41 st.; 3 fr.; Terina: 7 st. Probabilmente intruse: Croton: 11 fr. (v. 1939 sotto); Leontini: 2 tetradr.; Syracuse: 1 tetradr., 1 AE | http://nomisma.org/id/igch1898 |
| 1900 | dintorni Taranto ("Oecist Hoard") | c. 1948      | 425-420 a.C.                 | c. 800? AR                           | 9 stateri                          | Taras: 143 st.; Heracleia: 1 st.; Laus: 2 st.; Metapontum: 58 st.; Poseidonia: 12 st.; Thurium: 64 st.; Velia: 2 st.; Caulonia: 43 st.; Croton: 109 st.; Terina: 9 st. | http://nomisma.org/id/igch1900 |
| 1902 | Taranto, Via Oberdan              | 1938         | c. 420-415 a.C.              | 18 AR                                | 2 stateri                          | Taras: 2 st.; Laus: 1 st.; Metapontum: 2 st.; Poseidonia: 5 st.; Thurium: 1 st.; Caulonia: 1 st.; Croton: 4 st. | http://nomisma.org/id/igch1902 |
| 1904 | Paestum                           | 1858         | c. 410-405 a.C.              | 1000+ AR                             | ??                                 | Taras: st.; Heracleia: 2 st., fr.; Metapontum: st.; Poseidonia: st. ("moltisimi"); Thurium: st. ("moltisimi"); Caulonia ?; Croton ?; Velia: st., dr. | http://nomisma.org/id/igch1904 |
| 1906 | Sant'Eufemia Lamezia              | 1949         | c. 400 a.C.                  | 147 AR                               | 4 stateri                          | Taras: 20 st.; Metapontum: 13 st.; Poseidonia: 7 st.; Thurium: 38 st.; Velia: 16 dr.; Caulonia: 7 R 2 st., 2 dr.; Croton: 15 st.; Terina: 27 st., 1 hemidr. | http://nomisma.org/id/igch1906 |
| 1909 | Caulonia                          | 1915         | 389 a.C.                     | 18 AR                                | 1 statere incuso, 1 emidracma      | Thurium: 4 st., 3 emidr.; Caulonia: 3 st.; Croton: 4 st., 1 hemidr.; Terina: 1 st. | http://nomisma.org/id/igch1909 |
| 1914 | Maruggio                          | 1905         | c. 380 a.C.                  | 48 AR                                | 5 dracme, 2 frazioni               | Taras: 2 st.; 2 dr.; 2 fr.; Metapontum: 4 dr.; 1 fr.; Thurium: 1 st.; 6 dr.; Velia: 9 dr.; Caulonia: 1 st.; 7 dr.; Croton: 2 st.; 4 dr. | http://nomisma.org/id/igch1914 |
| 1915 | Torchiarolo                       | 1927         | c. 380 a.C.                  | 21+ AR                               | 2 stateri                          | Taras: 3 st.; Metapontum: 6 st.; Poseidonia: 1 st.; Thurium: 5 st.; Croton: 4 st. | http://nomisma.org/id/igch1915 |
| 1923 | Altamura                          | 1960         | metà IV secolo a.C.          | 172 AR                               | 3 stateri incusi                   | Taras: 52 st.; Heracleia: 1 st.; Metapontum: 30 st.; Poseidonia: 8 st.; Thurium: 19 st.; Velia: 20 st.; Caulonia: 10 st.; Croton: 18 st.; Terina: 11 st. (incl. Regling Grp. VII) | http://nomisma.org/id/igch1923 |
| 1924 | Taranto, Corti Vecchie            | 1916         | c. 345 a.C.                  | 336 AR                               | 1 statere incuso                   | Taras: 104 st.; Heracleia: 5 st.; Laus: 1 st.; Metapontum: 46 st.; Poseidonia: 26 st.; Thurium: 64 st.; Velia: 33 st.; Caulonia: 17 st.; Croton: 24 st.; Terina: 15 st. | http://nomisma.org/id/igch1924 |
| 1925 | Paestum                           | 1937         | c. 340-330 a.C.              | 210 AR                               | 1 statere                          | Taras: 64 st.; Heracleia: 2 st.; Metapontum: 34 st.; Poseidonia: 12 st.; Thurium: 1 dist., 42 st.; Velia: 16 st.; Caulonia: 9 st.; Croton: 19 st.; Terina: 9 st.; Leucas (Acarnania): 1 Pegasus | http://nomisma.org/id/igch1925 |
| 1936 | Sala Consilina                    | 1922         | fine IV secolo a.C.          | 85 AR.                               | 1                                  | Neapolis: 1; Taras: 21; Heracleia: 1; Metapontum: 14; Poseidonia: 2; Thurium: 18; Velia: 2; Caulonia: 11; Croton: 8; Terina: 6 | http://nomisma.org/id/igch1936 |
| 1977 | Torchiarolo                       | 1926         | c. 270 a.C.                  | 1849 AR                              | 2 stateri; 11 frazioni             | Peripolium: 1 fr.; Cumae: 1 st.; Hyria: 4 st.; Neapolis: 6 st.; Nola: 5 st.; Arpi: 1 fr.; Taras: 27 st.; 1418 fr.; Heracleia: 1 st., 70 fr.; Laus: 2 fr.; Metapontum: 27 st.; 22 fr.; Poseidonia: 8 st.; 13 fr.; Thurium: 16 st.; 84 fr.; Velia: 10 st.; 4 dr.; Caulonia: 2 st.; 2 fr.; Croton: 6 st.; 16 fr.; Pandosia: 1 fr.; Terina: 3 st., 32 fr.; Pegasi: 11 st. (Corinth 4, Anactorium 3, Leucas 2, Thyrrheium 2); Roma (Rep.): 1 st.; Non identificate: 42 | http://nomisma.org/id/igch1977 |

### Testi specifici
- Colin M. Kraay, The Coinage of Sybaris after 510, in: Numismatic Chronicle, Londra, Royal Numismatic Society, 1958,  pp. 13-37.
- Giovanni Gorini, La monetazione incusa della Magna Grecia, Bellinzona, Edizioni Arte e Moneta, 1975,  pp. 103-113.
- Knud Fabricius, Sybaris, Its history and Coinage, in actes du Congrès Numism. 1953, Parigi 1957, p. 65 ss.
- Laura Breglia, Le monete delle quattro Sibari, in AIIN (Annuali dell'Istituto Italiano di Numismatica), II, 1955, p. 9 ss.

### Testi generali
- Fiorenzo Catalli, Monete dell'Italia antica, Roma, IPZS, 1995, ISBN 88-240-3977-4.
- (EN) Barclay Vincent Head, Lucania (Sybaris), in Historia Numorum: a Manual of Greek Numismatics, 2ª ed., Londra, Oxford, 1911  [1887],  pp. 84-85.
- Franco Panvini Rosati, Monetazione preromana in Italia, in:  Franco Panvini Rosati (a cura di), La moneta greca e romana, Roma, "L'Erma" di Bretschneider, 2000,  pp. 79-84, ISBN 88-8265-051-0.
- (EN) Keith N. Rutter, Greek coinages of Southern Italy and Sicily, Londra, Spink, 1997, ISBN 0-907605-82-6.
- (EN) Keith N. Rutter, et al., Historia Nummorum - Italy, Londra, British Museum Press, 2001, ISBN 0-7141-1801-X.
- (EN) Margaret Thompson, Otto Mørkholm e Colin Kraay (a cura di), An Inventory of Greek Coin Hoards, comunemente citato come IGCH, New York, ANS, 1973, ISBN 978-0-89722-068-2.

### Collezioni
- (EN) Joan E. Fisher (a cura di), SNG American Numismatic Society Part 1: Etruria-Calabria, New York, American Numismatic Society, 1969.
- (EN) Willy Schwabacher - Niels Breitenstin (a cura di), SNG Copenhagen, Vol. One: Italy, Sicily, Copenhagen, Danish National Museum, 1981.
- (FR) Anna Rita Parente (a cura di), SNG France, Vol. 6, Part 1: Italie (Étrurie-Calabre), Parigi, Bibliotèque Nationale de France / Numismatica Ars Classica, 2003, ISBN 2-7177-2232-7.